# Dunvegan

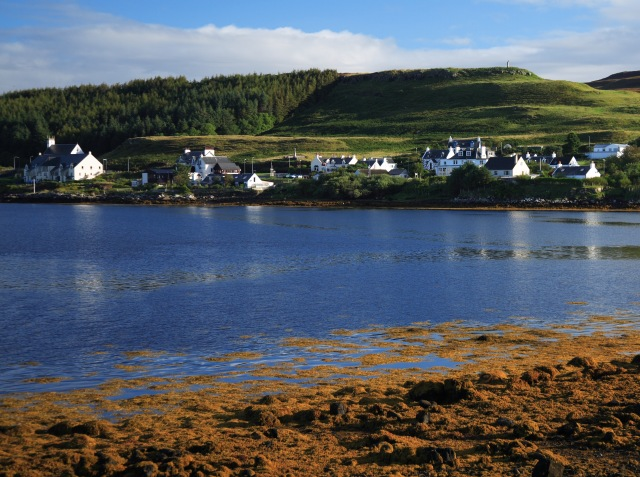

Dunvegan (en gaélique Dùn Bheagain) est un village situé à l'ouest de l'île de Skye, en Écosse, au bord du Loch Dunvegan, portion de la mer des Hébrides (Atlantique).
Le château de Dunvegan, fief du clan MacLeod depuis le XIIIe siècle, est situé au nord-ouest du village, sur la route de Claigan.
Le nom de la ville en gaélique écossais signifie « petit château ».

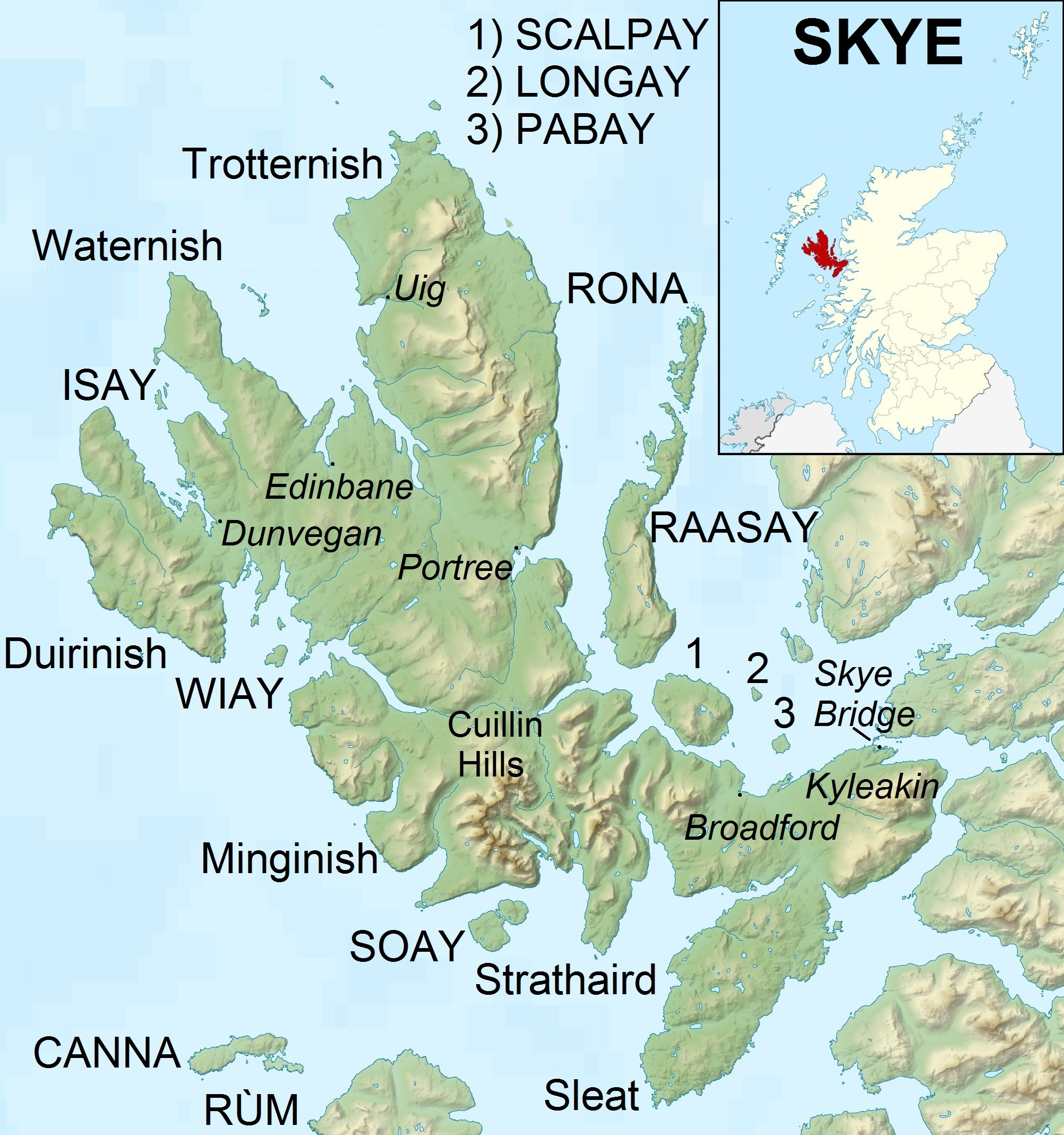
L'île de Skye

## Personnalités nées à Dunvegan
- Danny MacAskill

## Référence
- (en) Cet article est partiellement ou en totalité issu de l’article de Wikipédia en anglais intitulé « Dunvegan » (voir la liste des auteurs).